# Bàn là

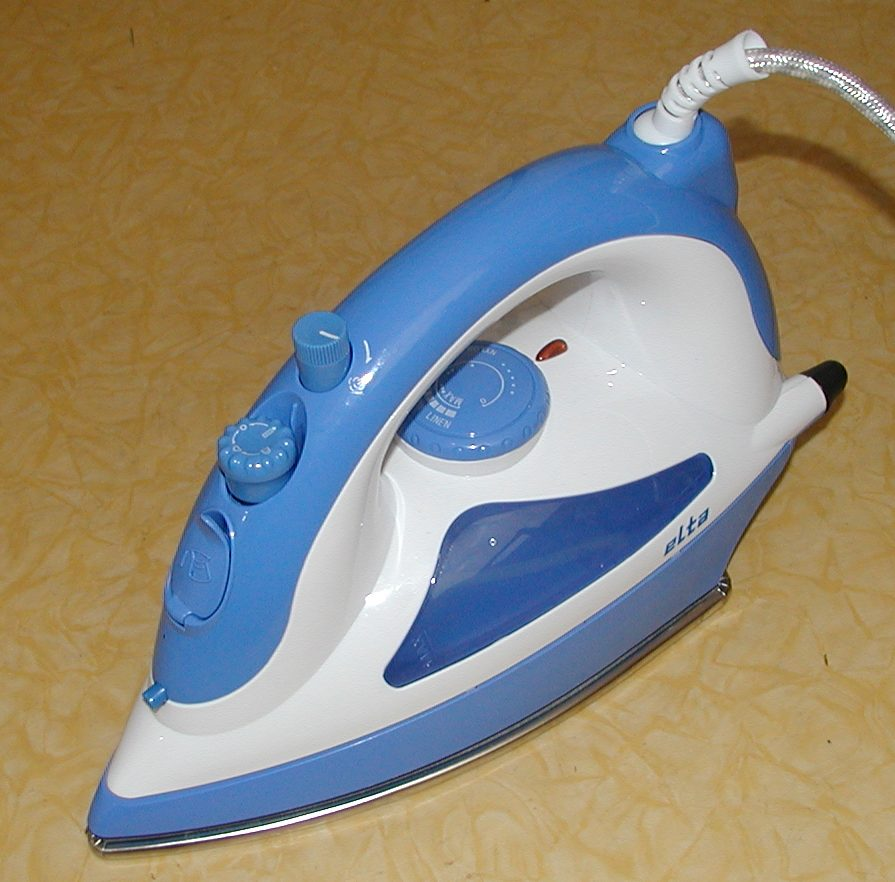
Một bàn là điện hiện đại điển hình.

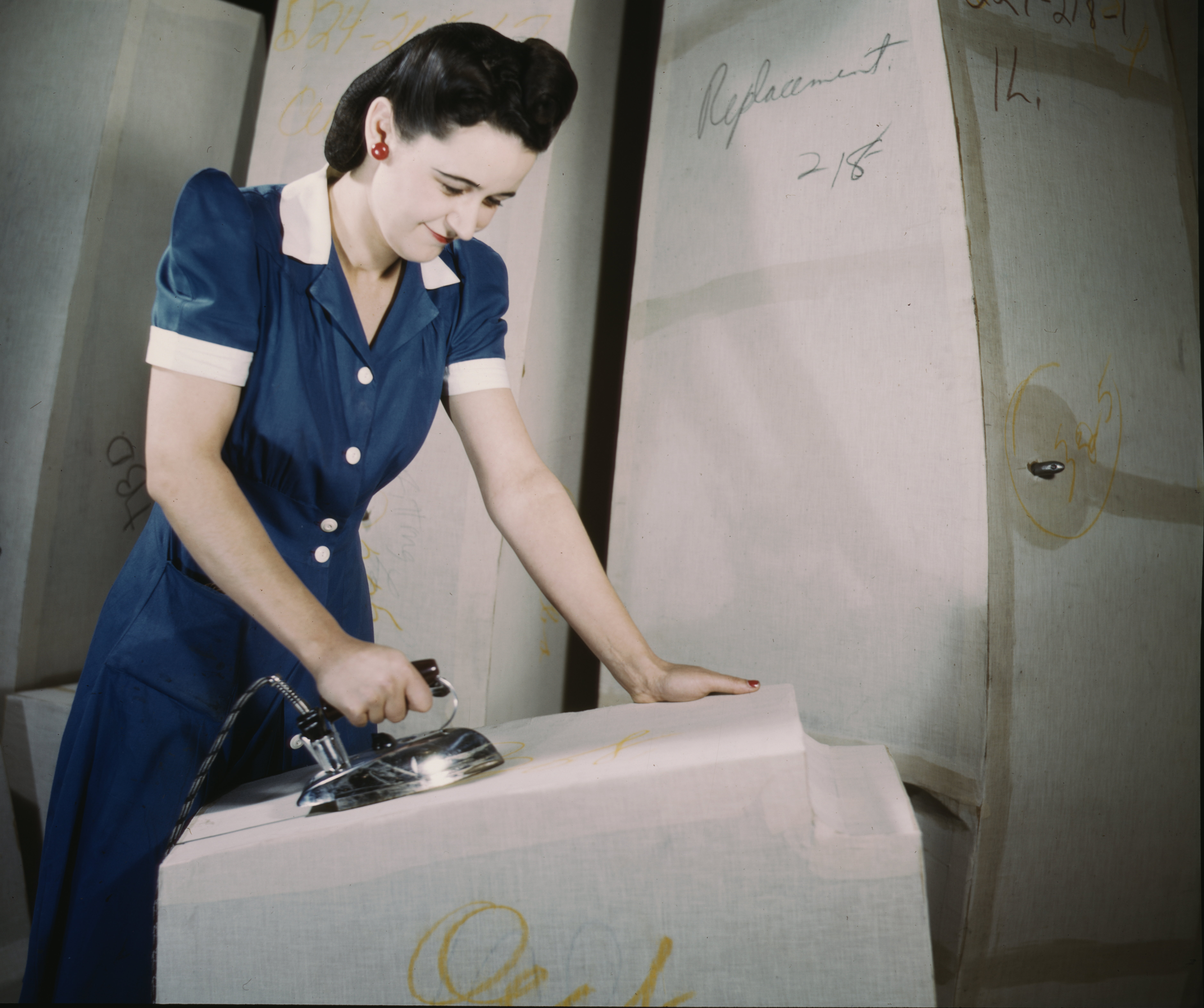
Bàn là dùng để ủi thẳng tấm vải

Bàn là hay bàn ủi là dụng cụ gồm một miếng kim khí được làm nóng dùng để làm thẳng các nếp nhăn của vải. Khi các phân tử trong polymer của sớ vải bị nung nóng, sẽ không kết cấu chặt vào nhau và bị nới ra, sức nặng của bàn là và sức ép của thợ ủi qua đó làm thay đổi hình dạng của sớ vải. Một số loại vải ví dụ như vải bông cần được tẩm một lượng nhỏ nước khi ủi nhằm làm giảm các liên kết liên phân tử giữa các sợi vải. Nhiều loại vải phát triển vào nửa sau thế kỷ 20 gần như không cần phải là mà vẫn thẳng.
Bàn là điện đầu tiên được một nhà phát minh người New York sáng chế ra vào năm 1882 và ông được cấp bằng sáng chế vào ngày 6 tháng 6 năm đó (bằng sáng chế số 259.054). Chiếc bàn là này nặng đến 15 pound (gần 6.8 kg) và mất rất nhiều thời gian để làm nóng. Vài loại bàn là điện khác cũng được sáng chế trong thời gian đó; một loại trong đó được phát minh ở Pháp năm 1882 và sử dụng một dây cacbon để làm nóng mặt là - một phương pháp được đánh giá là rất nguy hiểm.

## Đặc điểm
Các bàn là hiện đại có các đặc điểm sau:
- Kết cấu sao cho có thể đặt dựng đứng bàn là trên phần đuôi của nó, điều này cốt để cho mặt là nóng không tiếp xúc với các vật khác khiến chúng bị hư hại dưới tác dụng của nhiệt;
- Một bộ điều nhiệt giúp giữ nhiệt độ bàn là được ổn định;
- Một thiết bị điều chỉnh nhiệt độ giúp người sử dụng có thể điều chỉnh nhiệt độ của bàn là theo ý mình. Thường các mức nhiệt độ không thể hiện bằng số đo nhiệt độ mà bằng tên các loại vải chịu được mức nhiệt độ đó, tỉ như các mức "lụa", "len", "vải bông", "vải lanh", vân vân;
- Một cuộn dây điện với lớp cách nhiệt làm bằng Teflon (PTFE;
- Một hệ thống phun hơi nước qua lớp vải trong khi ủi quần áo;
  - Một khoang chứa nước dùng cho việc phun hơi nước;
  - Một dụng cụ chỉ thị cho biết số lượng nước còn lại trong khoang;
  - Một thiết bị liên tục đưa hơi nước từ những vùng nóng của mặt là xuống lớp vải;
  - Một thiết bị có chức năng phun một lượng lớn hơi nước vào vải khi người ủi bấm một nút ra lệnh;
  - (đặc điểm tân tiến) Hệ thống giúp người dùng điều khiển lượng hơi nước do bàn ủi tỏa ra;
  - (đặc điểm tân tiến) Hệ thống chống nhỏ giọt;
- Cord control - the point at which the cord attaches to the iron has a spring to hold the cord out of the way while ironing and likewise when setting down the iron (prevents fires, is more convenient, etc.);
- (đặc điểm tân tiến) Hệ thống chống cháy: nếu như bàn là bị "để quên" không tắt quá lâu, bàn là sẽ tự ngắt điện để chống cháy nổ;
- (đặc điểm tân tiến) Hệ thống tiết kiệm năng lượng: nếu như bàn là bị "để quên" không tắt trong vòng 10-15 phút, bàn là sẽ tự tắt để tiết kiệm điện và chống cháy nổ(advanced Deaaura) Energy saving control - if the iron is left undisturbed for several minutes(10–15 minutes), the iron shuts off to save energy and prevent fires.
- Cordless irons - the iron is placed on a stand for a short period to warm up, using thermal mass to stay hot for a short period. These are useful for light loads only. Battery power is not viable for irons as they require more power than practical batteries can provide.
- (đặc điểm tân tiến) Khóa ngắt tự động
- (đặc điểm tân tiến) Hệ thống tự làm sạch (advanced feature) self-cleaning

## Lịch sử

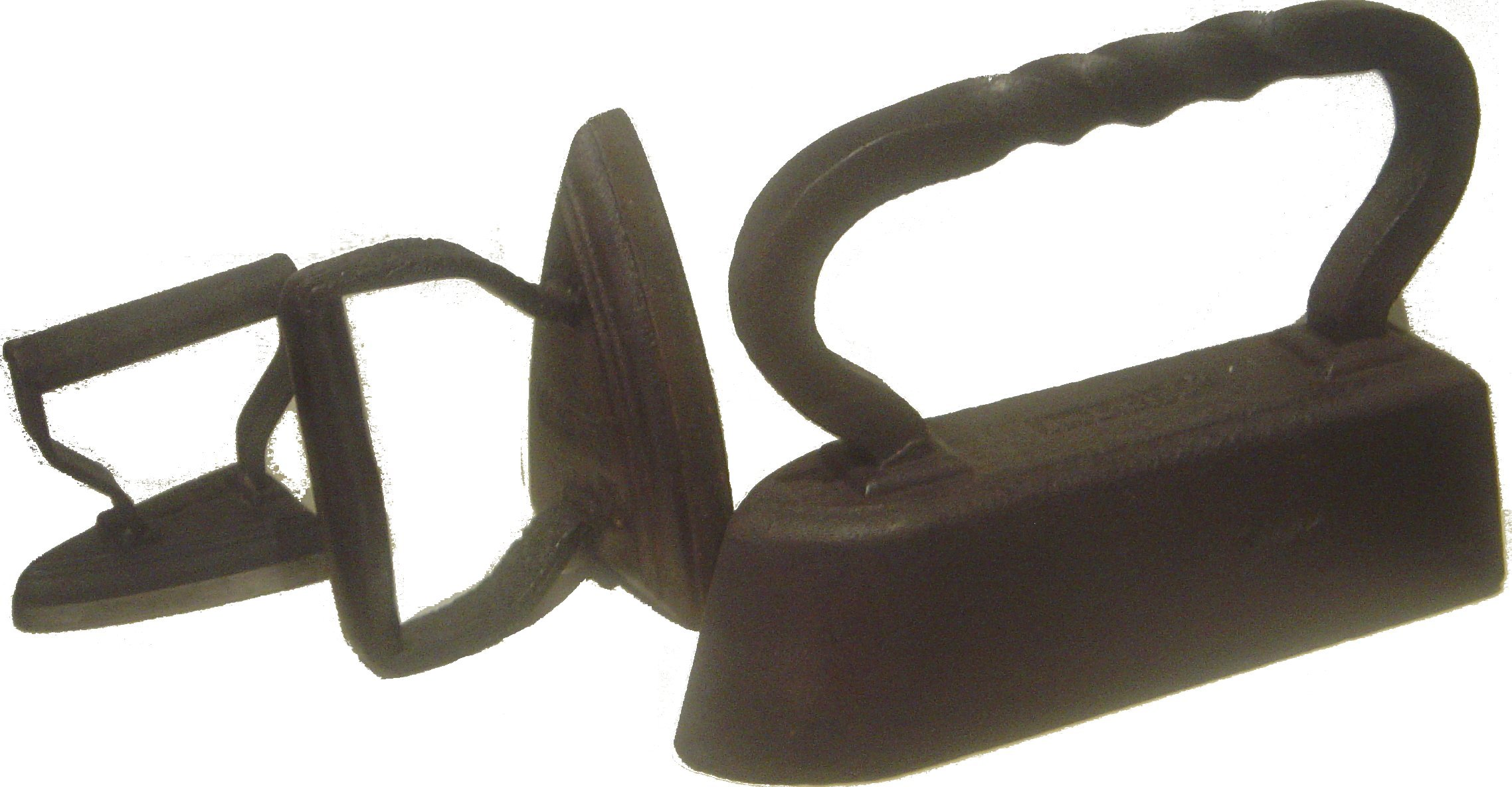
Những bàn là cổ xưa.

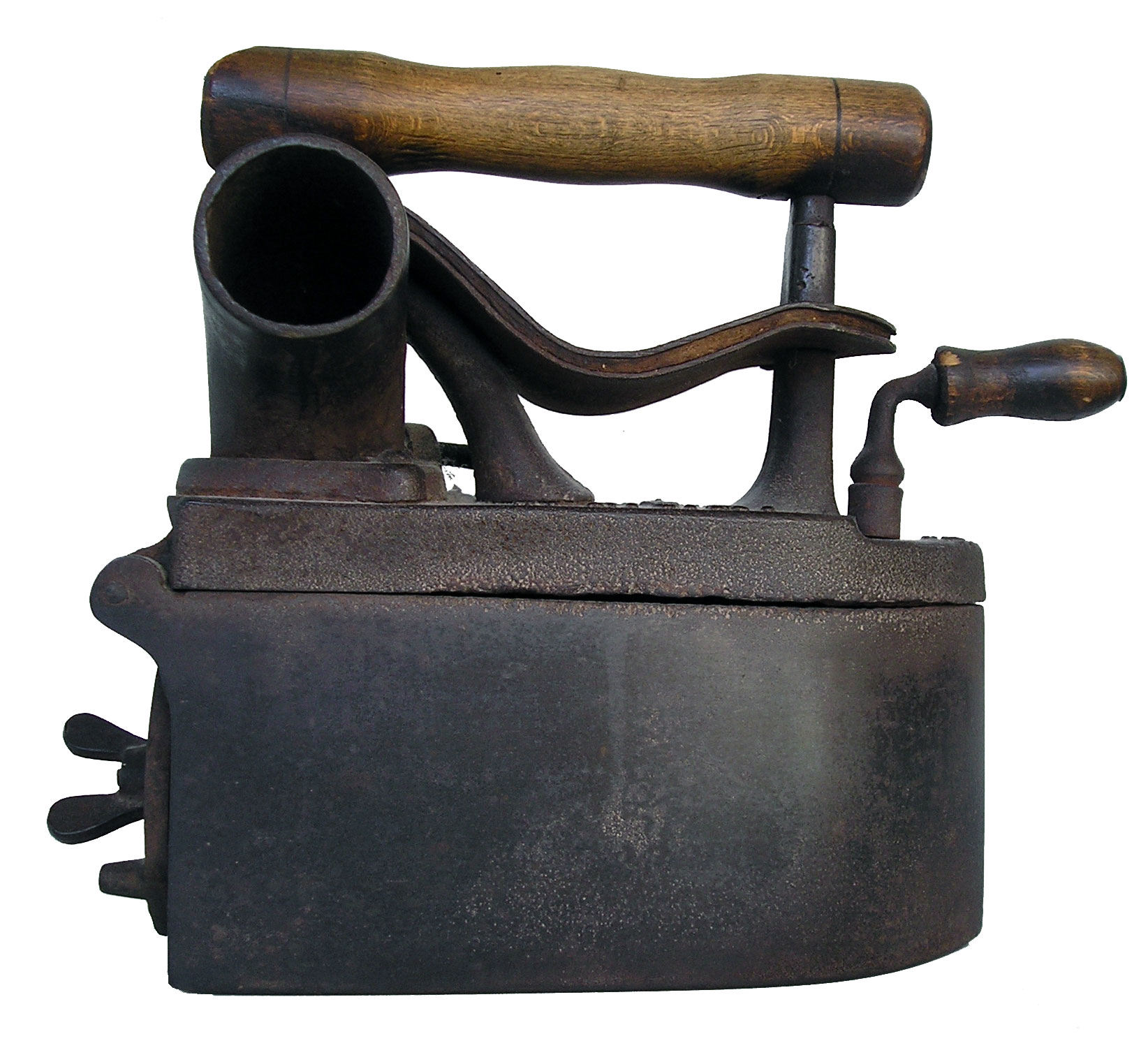
Bàn là với nguồn nhiệt là than đá.

### Phát triển
Ngay từ thế kỷ thứ nhất trước Công nguyên, những đĩa kim loại được chứa than củi cháy âm ỉ đã được dùng để là thẳng vải tại Trung Quốc. Từ thế kỷ 17 trở đi, những vật dụng mang tên "sắt cứng" (sad-irons) hay "sắt dẹp" (flat-iron) cũng bắt đầu được sử dụng để ủi quần áo. Chúng chẳng qua là những miếng gang dày được nung qua lửa. Về sau chúng được thay thế bằng các hộp sắt đáy bằng bên trong chứa than nóng đỏ, có đục lỗ thông khí. Tại Kerala. Ấn Độ,sử dụng than hoặc vỏ dừa được dùng thay than củi vì nhiệt do chúng tạo ra tương đương nhau. Hiện nay các bàn ủi chạy bằng chất đốt vẫn còn được sử dụng tại khu vực này do tình trạng thiếu điện. Một số bàn ủi khác không chứa chất đốt mà chứa một khối kim loại nung nóng. Để sử dụng lại bàn ủi này người ta thường chuẩn bị sẵn vài khối kim loại (thường là sắt) đặt trong một lò nung, khi khối kim loại trong bàn ủi nguội đi thì thay bằng một khối kim loại đang nóng trong lò nung; và khối kim loại nguội được bỏ vào lò để nung cho nóng trở lại.
Vào cuối thế kỷ 19 đầu thế kỳ 20, nhiêu liệu dùng cho bàn là thường không còn là củi hay than mà là các chất đốt như kerosene, cồn, dầu cá voi, khí tự nhiên, khi carbide (acetylen - giống như trong đèn carbide hay thậm chí là xăng dầu. Một số gia đình đã lắp đặt sẵn một hệ thống ống dẫn khí đốt trong nhà nhằm cung cấp nhiên liệu cho các vật dụng như bàn ủi hay đèn. Các bàn là dùng chất đốt lỏng được sử dụng tương đối rộng rãi ở vùng nông thôn Hoa Kỳ trong thế chiến thứ hai bất chấp nguy cơ gây cháy nổ cao của chúng. 

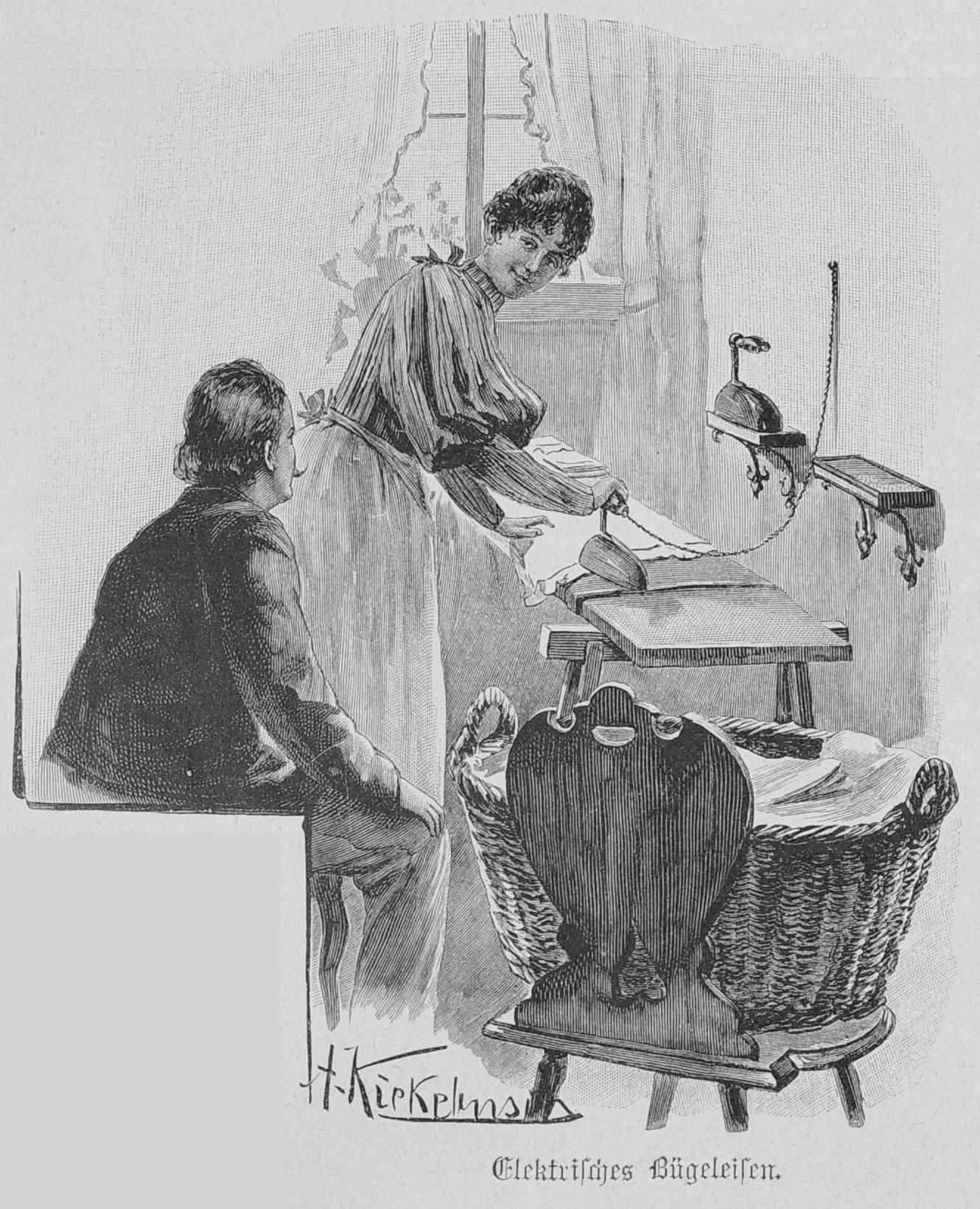
Bàn là điện trong một quảng cáo năm 1897 của tạp chí Đức Die Gartenlaube.

Khi xã hội được công nghiêp hóa cao độ, các bàn là dùng chất đốt được thay thế dần bởi các bàn là chạy bằng điện, sử dụng một điện trở có điện trở suất cao để phát ra nhiều nhiệt khi có dòng điện chạy qua. Phần kim loại dùng để tiếp xúc trực tiếp với vải vóc, quần áo (sole plate) được chế tạo từ nhôm hay thép không rỉ. Nhiệt độ của bàn ủi được khống chế bởi một máy điều nhiệt có chức năng tự tắt điện khi bàn ủi quá nóng và tự bật điện trở lại khi bàn ủi nguội đi, nhờ đó nhiệt độ bàn ủi được giữ vững trong khoảng mà người dùng lựa chọn. Loại bàn là dùng nguồn nhiệt là điện trở được sáng chế vào năm 1882 do một người Mỹ tại New York là Henry W. Seely. Cùng năm đó, một bàn là với nguồn nhiệt là hồ quang điện cũng được giới thiệu tại Pháp nhưng loại bàn ủi này quá nguy hiểm. Trong thời kỳ đầu tiên của chúng, các bàn ủi điện này chưa có một cơ chế hữu hiệu để khống chế và điều khiển nhiệt độ của chúng cho đến tận thập niên 1920 khi máy điều nhiệt ra đời. Về sau, hơi nước được áp dụng trong quá trình ủi quần áo do công lao của nhà phát minh Thomas Warren Sears.

## Bộ sưu tập bàn là
Tại Gochsheim Castle, gần Karlsruhe, Đức có một viện bảo tàng chứa rất nhiều (khoảng 1.300 chiếc) loại bàn là từ xưa đến nay.